# Hestvika
Hestvika är en tätort i Hitra kommun i Trøndelag fylke i mellersta Norge. Orten är belägen på en udde längst ut i öster på ön Hitra. Mellan 1914 och 1963 tillhörde orten dåvarande Sandstads kommun i Sør-Trøndelag fylke.